# مارغريت أندرسن
مارغريت أندرسن (15 أكتوبر 1924 - 5 أكتوبر 2022)، هي كاتِبة وشاعرة ومقالاتية كندية، وُلدت في 15 أكتوبر 1924 في ماغديبورغ في ألمانيا.

## وصلات خارجية
- مارغريت أندرسن على موقع IMDb (الإنجليزية)